# Fotogrammi d'argento 1994
La 44ª edizione dei Fotogrammi d'argento, assegnati dalla rivista spagnola di cinema Fotogramas, si è svolta il 7 marzo 1994.

## Premi e candidature

### Miglior film spagnolo
- Madre Gilda, regia di Francisco Regueiro

### Miglior film straniero
- Dracula di Bram Stoker (Bram Stoker's Dracula), regia di Francis Ford Coppola  ·   Stati Uniti

### Fotogrammi d'onore
- Amparo Rivelles

### Miglior attrice cinematografica
- Verónica Forqué - Kika - Un corpo in prestito (Kika) e Perché chiamarlo amore quando è solo sesso? (¿Por que lo llaman amor cuando quieren decir sexo?)[1]
- Victoria Abril - Intruso
- Carmen Maura - Sombras en una batalla
- Emma Suárez - La ardilla roja

### Miglior attore cinematografico
- Javier Bardem - Uova d'oro (Huevos de oro)[1]
- Antonio Banderas - Dispara
- Juan Echanove - Madre Gilda

### Miglior attrice televisiva
- Anabel Alonso - Los ladrones van a la oficina
- Beatriz Carvajal - Lleno por favor
- Assumpta Serna - Para elisa

### Miglior attore televisivo
- Francisco Rabal - Una gloria nacional e Truhanes[2]
- Fernando Fernán Gómez - Los ladrones van a la oficina
- Alfredo Landa - Lleno, por favor

### Miglior interprete teatrale
- Juan Echanove - El cerdo
- Ana Marzoa - Un tram che si chiama Desiderio